# クタテラッゼ数
クタテラッゼ数（クタテラッゼすう）とは、流体力学の無次元数の1つ。以下の公式で求められる。
{\displaystyle Ku_{k}={\frac {J_{k}{\sqrt {\rho _{k}}}}{\sqrt[{4}]{g\sigma (\rho _{F}-\rho _{G})}}}}
ただし、{\displaystyle Ku_{k}}が流体に対してのクタテラッゼ数、{\displaystyle J_{k}}が流体の流束、{\displaystyle \rho _{k}}が流体の密度、{\displaystyle g}が重力加速度、{\displaystyle \sigma }が界面張力、{\displaystyle \rho _{L}}が液体の密度、{\displaystyle \rho _{G}}が気体の密度を表す。クタテラッゼ数はフラッディング特性の整理に使われる。